# 孔令华
孔令华（1935年—1999年），中國航天专家、企業家，孔子家族後人，祖籍山東曲阜，生於陕西西安。

## 生平

### 家族及家庭
孔令华的父親是孔从洲。孔令华的妻子是毛澤東的女兒李敏（毛嬌嬌）；孔令华夫婦育有孔东梅、孔繼寧兩個兒女。

### 個人生涯
孔令华毕业于北京航空学院。後來，他任职于国防部国防国防科学技术委员会（該委员会於1968年改称中国人民解放军国防科学技术委员会，並於1982年遭撤销後与其他单位合并为中华人民共和国国防科学技术工业委员会）。
文化大革命结束后，孔令华的工作問題一直未能获得妥善解决。后来，孔令华的妹妹孔淑静找到习仲勋，习仲勋回應道：“毛泽东的女婿也得给出路。难道连工作的权利都没有？何况令华是个德才兼备的人才。”习仲勋当即在孔淑静写的信上批示给赵东宛“酌定，请能予以转业。”

孔淑静在《唯实——我的哥哥孔令华》一书中写道：
1990年10月3日哥哥办了转业手续。当时我父亲已重病住院，哥哥被所在单位免职，又不准到政治学院当教员，随后被航空部借调，又派哥哥到深圳创办深圳瑞达科技实业有限责任公司。哥哥去深圳办科技公司，纯属无奈。父亲临终前就对我讲：“你哥哥走这条路是逼出来的。”父亲很担心他，始终认为哥哥是个做学问的实在人，办公司不适合哥哥的性格。但哥哥的事业心很强，既然已无其他路可走，只能走这条路，而且要走就要走好。他也很有信心，在改革开放的大潮中锻炼自己，不管遇到多大的困难，他都要迎上去努力奋斗。
1999年，孔令华在广州前往参加纪念毛泽东活动的途中遭遇车祸，在手术时突发心脏病逝世。孔令华的亲属并未追究医院的责任，但孔淑静等亲属认为这实际上是医疗事故所致；孔淑静在《唯实——我的哥哥孔令华》一书中，便写有“医疗事故何处论理”一章。据说，动手术的医院后来才获悉死者是毛泽东的女婿。

## 連結
- 毛泽东女婿孔令华旧照

## 延伸阅读
- 孔淑静，唯实——我的哥哥孔令华，海南出版社，2003年
- 孔淑静，岁月记忆：一位将军女儿的酸甜苦辣，华艺出版社，2011年